# František Červinka
František Červinka (28. října 1881 Ivančice – 7. června 1951 Praha) byl československý politik a meziválečný poslanec Národního shromáždění za Československou stranu národně socialistickou.

## Biografie
Pocházel z českožidovské rodiny, v matrice byli nicméně oba jeho rodiče zapsáni jako katolíci. Profesí byl podle údajů k roku 1926 úředníkem nemocenské pokladny v Praze.
Po parlamentních volbách v roce 1925 získal za Československou stranu národně socialistickou (do roku 1926 oficiální název Československá strana socialistická) poslanecké křeslo v Národním shromáždění. Mandát získal ale až dodatečně roku 1926 jako náhradník poté, co na poslanecký mandát rezignoval Edvard Beneš. Po komunálních volbách v roce 1938 byl zvolen starostou vnitřní Prahy (I - VII).
Jeho synem byl historik František Červinka.